# 俄罗斯农业银行
俄罗斯农业银行 (俄语：Россельхозбанк；英語：、簡寫RusAg)，是一家由受俄羅斯銀行監管的國有銀行。 其主要为俄羅斯農業綜合企業提供貸款支持。

## 历程
俄罗斯农业银行（RusAg）于2000年3月15日根据俄罗斯联邦代理总统弗拉迪米爾·普丁的特别法令成立，其使命是成为农业综合企业领域国家信贷和金融政策的指挥者，促进客户的强劲表现，投资于核心业务和技术，成为俄罗斯联邦农业综合企业国家信贷和金融体系的基础。公司100%的股份由俄罗斯联邦政府通过联邦国有资产管理机构控制，该机构持有银行已发行的普通股（占总股本的78.66%（2018年12月31日：占总股本的77.11%）），俄罗斯联邦财政部持有银行已发行的优先股（5. 69%的总股本（2018年12月31日：6.1%的总股本））和"存款保险机构"国营公司持有本行已发行的优先股（15.65%的总股本（2018年12月31日：16.79%的总股本））。
2022年2月24日，美国总统乔·拜登针对俄罗斯2022年俄罗斯入侵乌克兰，对俄罗斯农业银行和其他俄罗斯金融机构实施经济制裁。俄罗斯农业银行被踢出SWIFT。